# Pflerschtal

Blick von der Schneespitze über das Pflerschtal

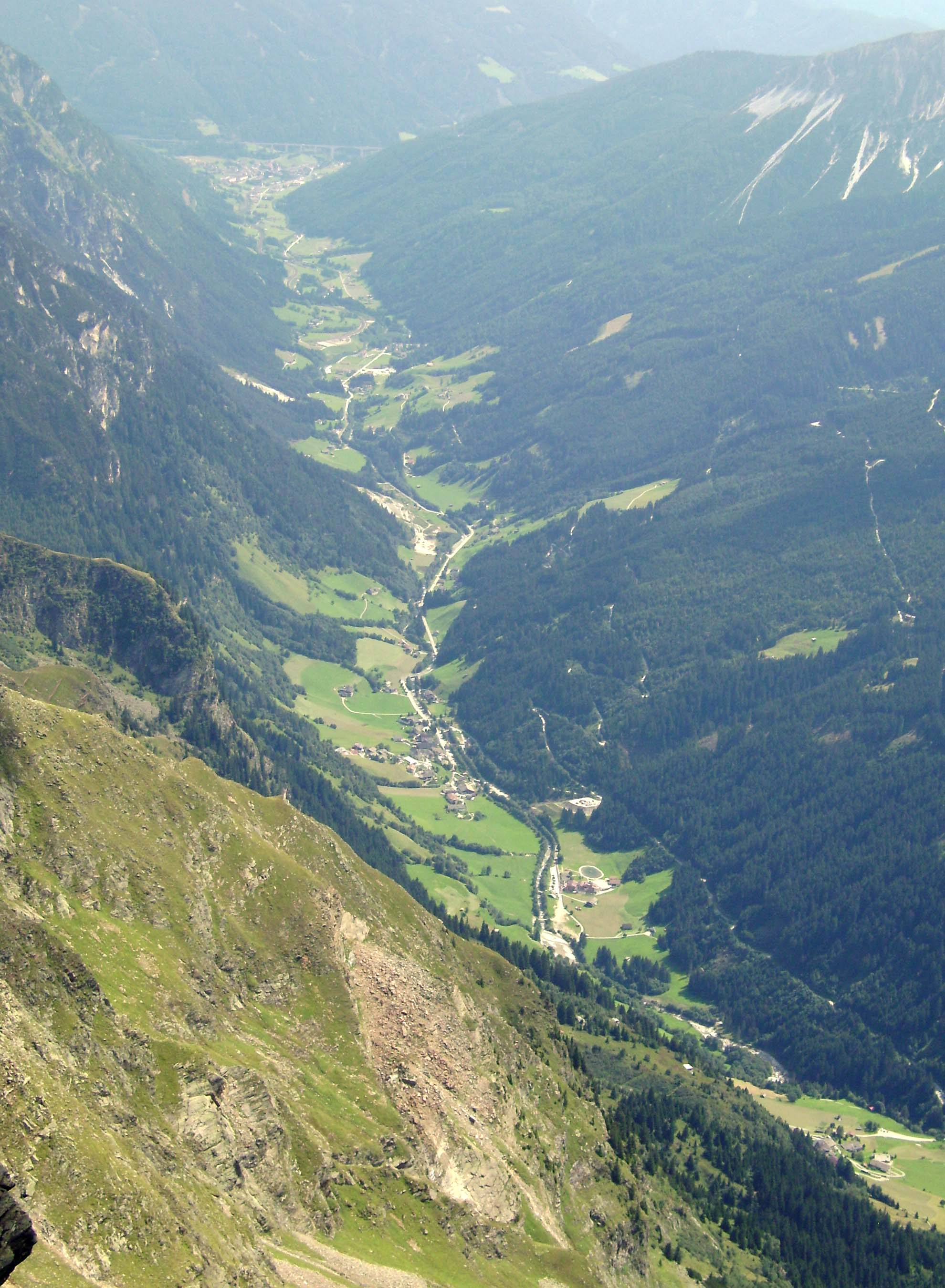
Das Pflerschtal von Westen (von der Weißwandspitze)

Das Pflerschtal (auch einfach Pflersch, italienisch Val di Fleres) liegt in Südtirol in Italien und zweigt bei Gossensaß vom Wipptal nach Westen ab. Es reicht rund 16 Kilometer in die Stubaier Alpen hinein. Das Talende wird umrahmt von Schnee- und Agglsspitze sowie dem Feuersteinferner. An der Nordseite des Tals ragen recht steil die Gipfel des Hauptkamms der Stubaier Alpen auf, der gleichzeitig Teil des Alpenhauptkamms ist. Besonders auffällig dabei sind der aus Dolomitgestein aufgebaute Pflerscher Tribulaun und die Weißwandspitze. Entwässert wird das Tal über den Pflerscher Bach.
Die Siedlungen des Tales gehören zu Pflersch, einer Fraktion der Gemeinde Brenner. Das Tal ist nur recht dünn besiedelt und touristisch vergleichsweise wenig erschlossen. Im Pflerschtal wurde im 15. und 16. Jahrhundert Bergbau betrieben, weshalb das Tal auch Silbertal genannt wurde.

## Geologie
Die Anwesenheit verschiedener geologischer Einheiten auf kleinstem Raum macht das Pflerschtal naturwissenschaftlich interessant. Das Tal liegt westlich der Brennerfurche unweit östlich des Tauernfensters. Es schließt Gesteine der alpinen Baueinheit des Oberostalpins auf.
Der Talgrund und weite Bereiche der Talhänge bestehen aus oft intensiv gefalteten und polymetamorphen Gesteinen des Ötztal-Stubaier Kristallins, also Gneise, Glimmerschiefer, Quarzite und Amphibolite, in denen einige Granit- oder Granodioritvorkommen liegen.

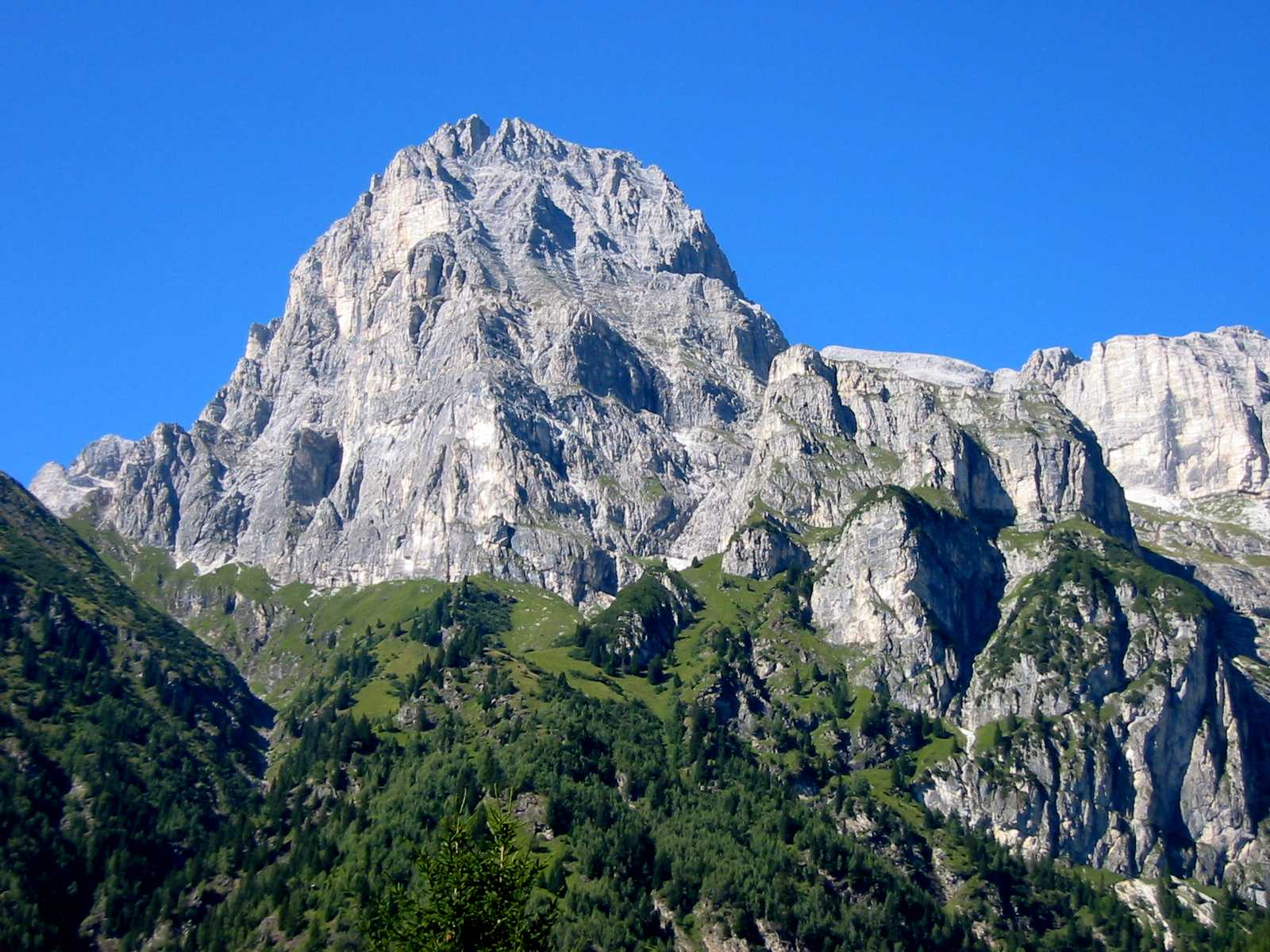
Tribulaunmassiv von Süden

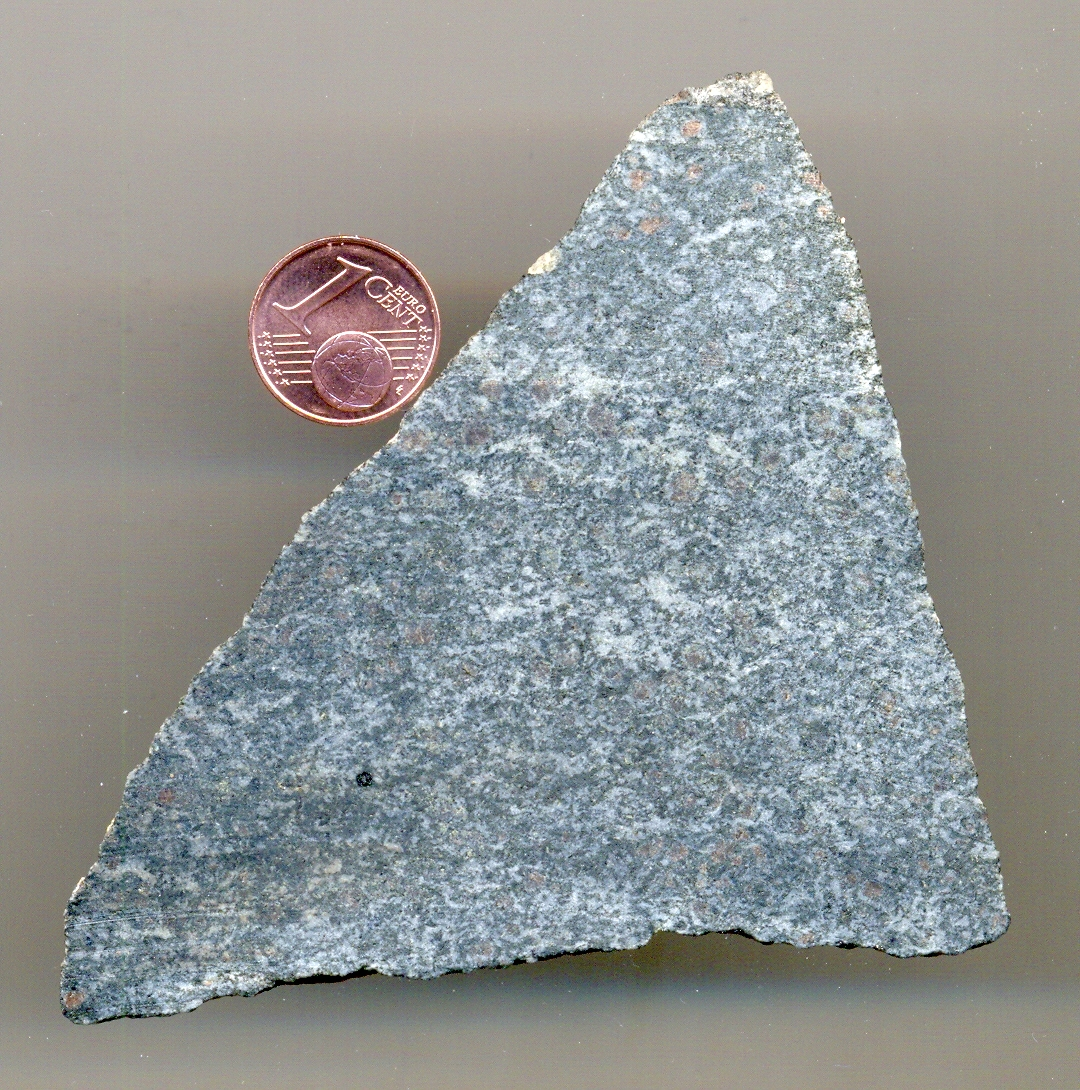
Granatamphibolit aus dem Pflerschtal

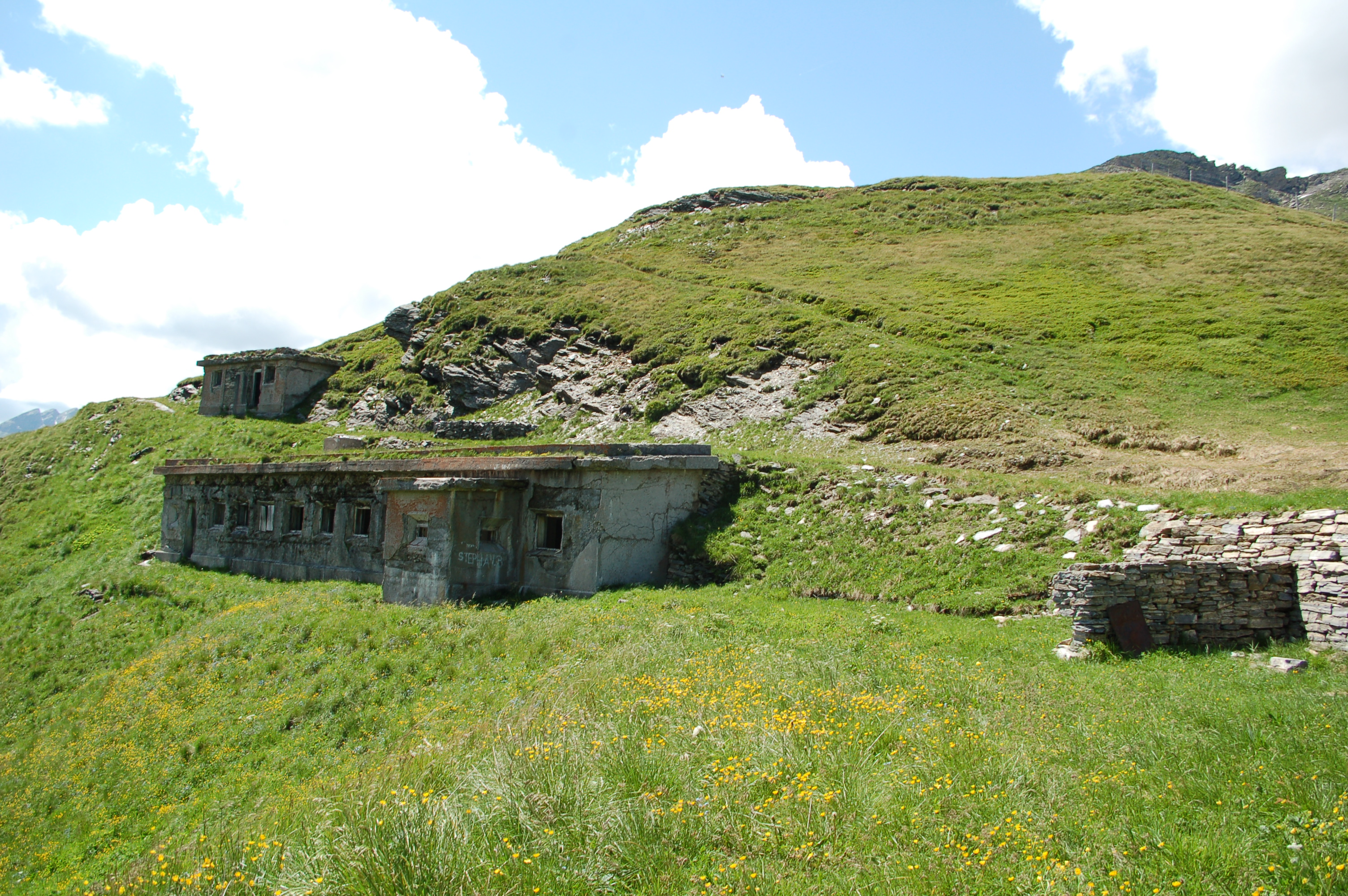
Grenzanlagen oberhalb des Pflerschtales auf der Grenze zwischen Österreich und Italien, nahe dem Portjoch

Bei einigen Bergmassiven und Gipfeln beidseits des Tals, vor allem aber bei denen auf seiner Nordseite, lagern auf dem Ötztal-Stubaier Kristallin Gesteine des sogenannten Brenner-Mesozoikums, die in der Trias abgelagert wurden. Diese überwiegend flach liegenden Sedimentgesteine sind deutlich weniger metamorph überprägt als das unterlagernde Ötztal-Stubaier Kristallin. Die Gesteine in der Umgebung der Tribulaun-Gruppe zeigen im Gegensatz zu den Gesteinen der Kalkkögel, die ebenfalls zum Brenner-Mesozoikum gezählt werden, jedoch stellenweise eine deutliche Metamorphose. An einigen Stellen, beispielsweise an der Weißwandspitze oder im Gebiet um die Tribulaune, ist die Überlagerung der Gneise und Glimmerschiefer des Ötztal-Stubaier Kristallins durch die Gesteine des Brenner-Mesozoikums gut erkennbar. In diesem folgen über etwa 60 m mächtigen Quarziten, Sandsteinen, Kalksteinen, Mergeln und Tonsteinen mächtige Dolomite, die wegen ihrer Massigkeit und Härte die Hauptgipfel wie die Tribulaune und die Rotspitze bilden. An ihrer Basis ist ein Band von auffälligen phyllitischen Tonsteinen in die Dolomite eingeschaltet, die Raibler Schichten. Auf der Südseite der Tribulaune sind die Raibler Schichten etwas westlich des Normalweges zum Pflerscher Tribulaun auf einer Höhe von 2620 m aufgeschlossen. Die hier etwa vier bis fünf Meter mächtigen Schichten setzen sich aus sandig-tonigen Phylliten zusammen, in denen blaugrauer, sandiger Dolomit eine lang gestreckte Linse von etwa 30 Zentimetern Dicke bildet.
Im Nordosten des Tals liegen im Bereich des Rotjochs Gesteine der Steinacher Decke auf dem Brenner-Mesozoikum, hauptsächlich Quarz-Phyllite, die von Konglomeraten und Sandsteinen mit Kohleflözen aus dem Karbon überlagert werden.
Die geschilderten Einheiten sind nicht in ihrer ursprünglicher Lage erhalten, sondern wurden im Zuge der alpidischen Gebirgsbildung von ihrem Untergrund abgeschert, viele Kilometer in nördliche Richtung überschoben und übereinander gestapelt. Der Pflerscher Bach durchschneidet so einen Stapel aus tektonischen Decken. Die unterste aufgeschlossene Decke umfasst Gesteine des Ötztal-Stubai-Kristallins. Sie wird überlagert von der Decke des Brenner-Mesozoikums, dem als oberste Decke die Steinacher Decke aufliegt. Im tieferen Untergrund werden Gesteine des Penninikums vermutet, die im Tauernfenster nach Westen hin unter die Gesteine des Oberostalpins abtauchen und weiter westlich im Engadiner Fenster wieder an die Oberfläche kommen.